# 전민광
전민광(全珉洸, 1993년 1월 17일 ~ )은 대한민국의 축구 선수로 포지션은 센터백 , 오른쪽 풀백이며 현재 K리그1 포항 스틸러스 소속이다.

## 축구인 경력

### 중원대학교
중원대학교에 진학하였고, 이종성 감독 하에 주장을 맡기도 하였다. 2014년 U리그에서 중원대학교는 별다른 활약을 보이지 못했으나 서울 이랜드 FC의 마틴 레니 감독의 눈에 띄어 팀의 창단 첫해 스쿼드 구상에 포함되었다.

### 서울 이랜드 FC
2015년 신생팀 서울 이랜드 FC에 신인드래프트로 지명되어 입단하였다. 4월 4일에 펼쳐진 K리그 챌린지 2015 시즌 3라운드 대구 FC와의 홈 경기에서 교체 투입되며, 프로 데뷔 무대를 가졌다. 7월 1일 대구 FC와의 원정 경기에서는 자신의 프로 첫 선발 무대를 가지게 되었다. 여름까지는 기회를 종종 부여받는 수준이었으나, 9월 14일 K리그 챌린지 33라운드 경남 FC와의 원정 경기 이후 꾸준하게 선발 출전하였다. 11월 25일 수원 FC와의 승격 플레이오프전에서 팀의 세번째 골을 기록하며, 경기를 3 - 2로 뒤집고 팀을 승격에 한층 더 가까이 가져다 놓았다. 그러나 수원 FC의 김재웅의 동점골로 인해 팀은 승격에 실패하였다. 이 골은 전민광의 프로 통산 첫 골이었다. 전민광은 2015시즌 서울 이랜드 FC에서 18경기에 출전하여 1골 1도움을 기록하였다.
전민광은 어느 포지션에서나 준수한 활약을 하는 멀티 플레이어로서 입지를 굳혀나갔다. 주로 수비형 미드필더로 출전해 중원을 책임졌으나, 때때로 풀백이나 스트라이커 자리까지 도맡아 했다. 2016 시즌에는 출전 횟수가 증가하였으며, 7월 27일 25라운드 대구 FC전을 시작으로 10경기 연속 선발 출장을 기록하기도 하였다. 2016 시즌 전민광은 리그 26경기 출전, FA컵 2경기 1도움을 기록하였다.
2017 시즌 팀의 새로운 사령탑 김병수 감독 아래, 센터백으로 활용되기 시작하였다. 개막전부터 13라운드까지 지속적으로 출장하였으나, 부상을 당해 두 달가량 재활에 전념하였다. 7월 17일 21라운드 수원 FC와의 홈 경기에서 복귀전을 치렀고, 시즌 종료까지 경미한 부상으로 인한 한 차례만을 제외하고 모든 경기에 출전하였다. 8월 12일 24라운드 부천 FC 1995를 상대로 4 - 1 승리를 거둔 경기에서 팀의 세번째 골을 기록하기도 하였으며, 이는 플레이오프를 제외한 전민광의 정규 시즌 첫 골이었다. 8월 26일 27라운드에선 당시 리그 1위를 압도적으로 질주하던 경남 FC를 상대로 선발 출전하게 되었다. 특히 경남의 스트라이커 말컹이 존재감을 위시하던 시즌이었는데, 이 날 전민광이 말컹을 공중 싸움에서 제압하면서 팀이 경남을 잡는 데에 일조하였다. 전민광은 2017시즌 29경기에 출전하여 1골을 기록하였고, 서울 이랜드 FC의 주전 수비수로 거듭난 시즌으로 남게 되었다.
2018 시즌 전민광은 여전히 서울 이랜드의 주전 센터백으로 자리매김하고 있었다. 8월 11일 23라운드 부산 아이파크와의 홈 경기에서 68분 경 다이렉트 퇴장을 당하기도 하였다.

### 포항 스틸러스
2019 시즌을 앞두고 포항 스틸러스로 이적하였다.

### 고양 KH FC
2022년, 사회복무요원으로서 K4리그의 신생팀 고양 KH로 임대이적했다.
2월 27일에 열린 거제시민축구단과의 홈 개막전 경기에서 골을 넣으며 팀의 1호골을 기록했다.